# Santa Cruz da Baixa Verde
Santa Cruz da Baixa Verde est une municipalité brésilienne située dans l'État du Pernambouc.